# ماروین میلر
ماروین میلر (انگلیسی: Marvin Miller)